# Rio Cosmina
O Rio Cosmina é um rio da Romênia, afluente do Mislea, localizado no distrito de Prahova.